# Thomas Reiter
Thomas Arthur Reiter (* 23. Mai 1958 in Frankfurt am Main) ist ein ehemaliger Raumfahrer, Brigadegeneral außer Dienst der Luftwaffe und ESA-Koordinator „internationale Agenturen“ sowie Berater des ESA-Generaldirektors.

## Schule und Studium
Reiter verbrachte seine Kindheit und Jugend in Neu-Isenburg bei Frankfurt am Main. Beide Eltern waren begeisterte Segelflieger, was bei Reiter frühzeitig das Interesse an der Fliegerei weckte. Nach der Grundschule besuchte er in Neu-Isenburg die Goetheschule und legte im Juni 1977 die Abiturprüfung ab. Danach verpflichtete er sich als Offizieranwärter und besuchte die Offizierschule der Luftwaffe in Fürstenfeldbruck. An der Universität der Bundeswehr München in Neubiberg (Oberbayern) belegte er das Fach Luft- und Raumfahrttechnik und beendete im Dezember 1982 sein Studium an der Fakultät für Luft- und Raumfahrttechnik als Diplom-Ingenieur.

## Pilotenlaufbahn
In den USA wurde Reiter auf der Sheppard Air Force Base in Texas zum Jetpiloten ausgebildet. Im Anschluss erfolgte seine Versetzung zum Jagdbombergeschwader 43 auf dem Fliegerhorst Oldenburg in Niedersachsen, wo er Alpha Jets flog und später Staffelkapitän war. 1990 kehrte er nach Oberbayern zurück und wurde an der Wehrtechnischen Dienststelle 61 in Manching zum Testpiloten ausgebildet. Im Jahr darauf erfolgte seine Umschulung auf das Waffensystem Panavia Tornado (u. a. beim Jagdbombergeschwader 32 in Klosterlechfeld). Anschließend besuchte er die britische Testpilotenschule ETPS (Empire Test Pilots School) in Boscombe Down (Grafschaft Wiltshire), wo ihm im Dezember 1992 das Diplom Testpilot Erster Klasse verliehen wurde.

## Raumfahrertätigkeit

### Auswahl und Ausbildung
Als die Europäische Weltraumorganisation (ESA) 1989 begann, Bewerber für ihre zweite Astronautengruppe zu suchen, meldete sich Reiter zusammen mit weiteren 22.000 Europäern. Jedes ESA-Mitgliedsland war aufgerufen, zwischen drei und fünf Kandidaten vorzuschlagen. Insgesamt kamen 60 potentielle Bewerber zusammen, von denen schließlich Mitte Mai 1992 sechs als neue Mitglieder des europäischen Astronautenkorps der Öffentlichkeit vorgestellt wurden. Zwei Wochen später, Anfang Juni, fanden sich fünf der sechs Anwärter – der Franzose Clervoy, der Spanier Duque, Fuglesang aus Schweden, Cheli aus Italien und die einzige ausgewählte Frau, die Belgierin Merchez – in Köln ein, um am Europäischen Astronautenzentrum (EAC) ihre Ausbildung anzutreten. Reiter stieß erst Anfang 1993 dazu, weil er zuvor noch seinen ETPS-Kurs in England beenden musste.

### Flug zur Raumstation Mir
Im Mai 1993 gab die ESA bekannt, dass vier ihrer Raumfahrer ausgewählt wurden, um sich für zwei in Kooperation mit Russland geplante Raumflüge zur Raumstation Mir vorzubereiten. Drei Monate später reisten Fuglesang, Duque und die beiden Deutschen Reiter und Merbold nach Moskau in das Juri-Gagarin-Kosmonautentrainingszentrum und bereiteten sich auf die als „Euromir“ bezeichneten Missionen vor. Fuglesang und Reiter waren für das Unternehmen „Euromir 95“ aufgestellt worden. Einer von beiden sollte zwei Jahre später zur Mir-Station fliegen und dort Experimente durchführen. Das Intensivtraining fand im „Sternenstädtchen“ statt. Ein halbes Jahr vor dem Start fiel die Wahl auf Reiter – Fuglesang wurde zu seinem Reservekosmonauten ernannt und fungierte während des Fluges als Verbindungssprecher.
An Bord von Sojus TM-22 startete Reiter am 3. September 1995 zur russischen Raumstation. Zusammen mit den Kosmonauten Gidsenko und Awdejew bildete er die 20. Mir-Langzeitbesatzung. Am 20. Oktober wurde Reiter der erste deutsche Raumfahrer, der einen Weltraumausstieg unternahm, als er mit Bordingenieur Awdejew für fünf Stunden die Raumstation verließ. Anfang Februar 1996 stieg er ein zweites Mal aus, diesmal mit Kommandant Gidsenko für drei Stunden. Im November 1995 erhielt die Mannschaft Besuch, als die Space-Shuttle-Mission STS-74 ankoppelte. Über fünf Tage arbeiteten acht Raumfahrer an Bord, bis die Atlantis wieder den Rückflug antrat. Reiter und seine zwei russischen Kollegen lebten insgesamt 176 Tage, 20 Stunden und 50 Minuten an Bord der Mir. Erst am 29. Februar 1996 stiegen die drei in das Sojus-Raumschiff und landeten nach 179 Tagen im All wieder auf der Erde. Mit der Landung stellte Reiter eine weitere Bestleistung auf, denn Sojus TM-22 war der längste Flug eines nichtrussischen Raumfahrers.
Bereits ein halbes Jahr nach seinem Jungfernflug nahm Reiter ab Oktober 1996 an einer Intensivausbildung für Sojus-Raumschiffe teil. Er erlernte Steuerung, Rendezvous und Andocken an eine Raumstation sowie die Rückkehr aus der Umlaufbahn. Zum Abschluss des Kurses am 24. Juli 1997 erhielt er das Zertifikat, das ihn berechtigt, ein Sojus-TM-Raumschiff mit drei Besatzungsmitgliedern als Kommandant für den Wiedereintritt zu leiten.
Zwischen September 1997 und März 1999 diente Reiter wieder bei der Luftwaffe in Deutschland. Er war beim Jagdbombergeschwader 38 auf dem Fliegerhorst Upjever in Niedersachsen als Kommandeur Fliegende Gruppe eingesetzt.

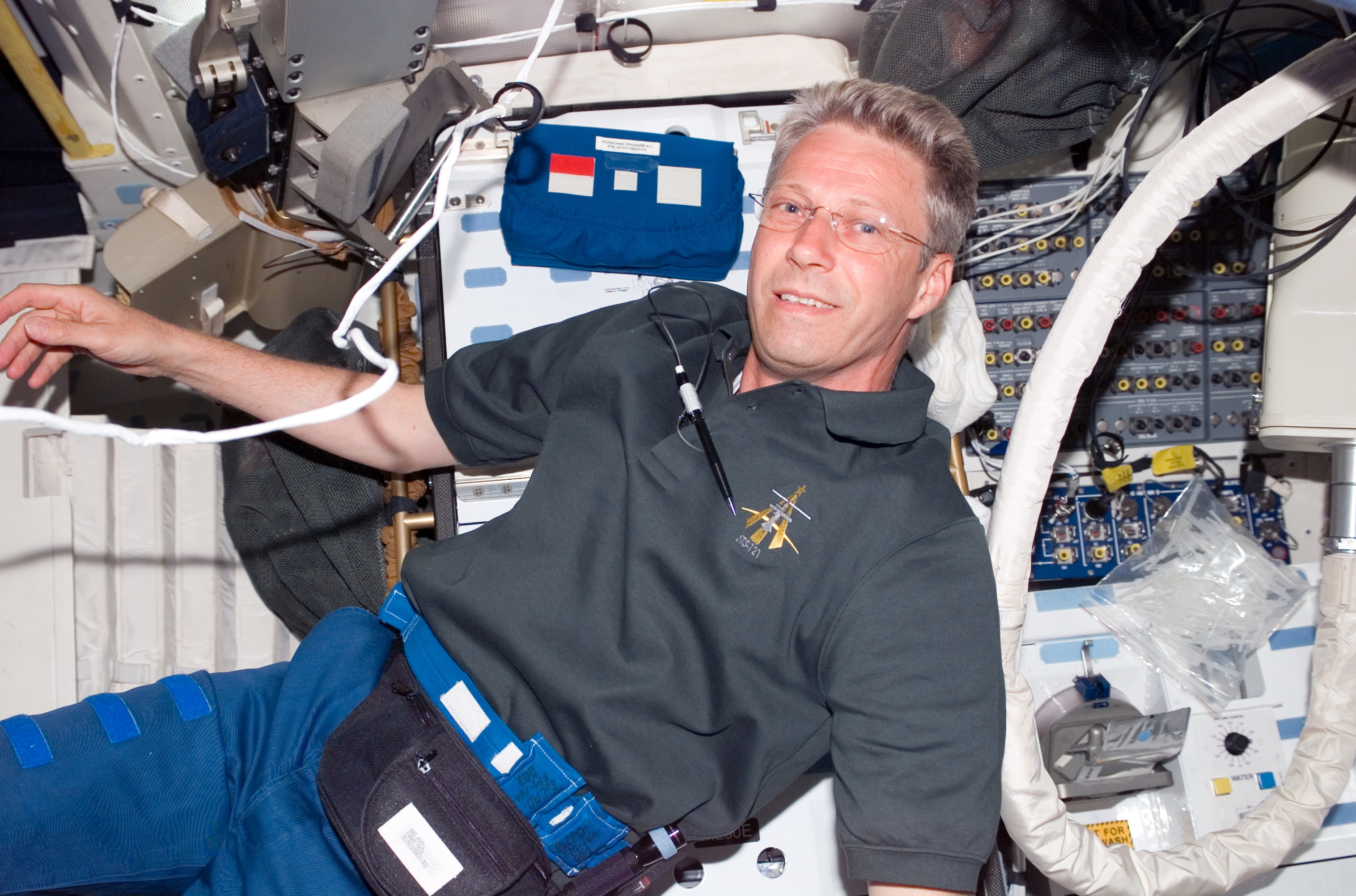
Thomas Reiter am 5. Juli 2006, seinem ersten vollen Tag an Bord der Discovery während der STS-116

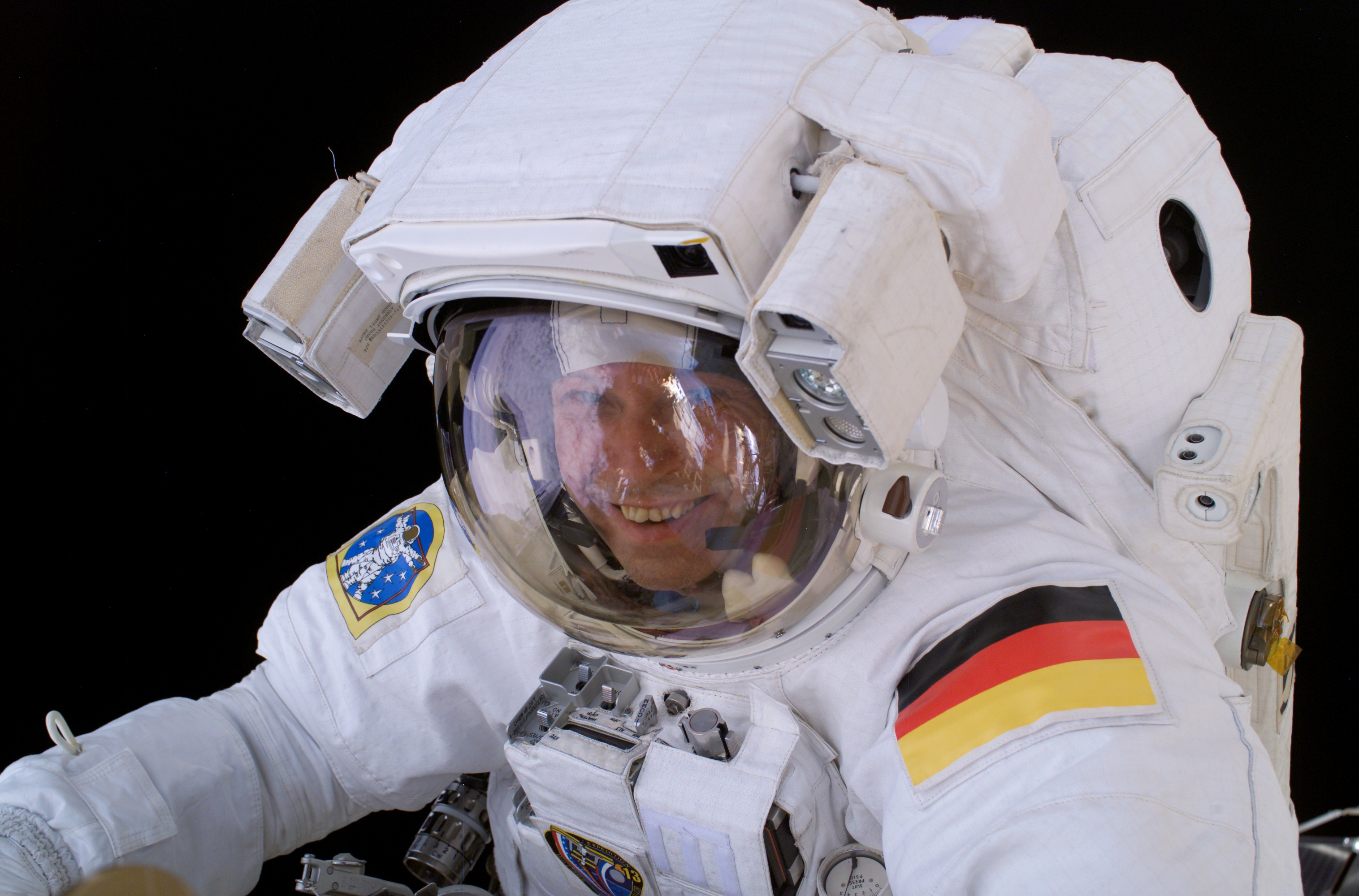
Fast 6-stündige Extra-vehicular Activity am 3. August 2006 während der STS-116 (ISS-Expedition 13)

### Expedition zur Raumstation ISS
Anfang April 1999 nahm Reiter seinen Dienst als ESA-Raumfahrer wieder auf und arbeitete am europäischen ATV-Transportfahrzeug. Im Sommer kehrte er nach Moskau zurück und erlernte während eines neunmonatigen Lehrgangs den Umgang mit den russischen Segmenten der Internationalen Raumstation (ISS).
Ab September 2001 verstärkte Reiter zwei Jahre lang das Projektteam für das Forschungslabor Columbus, dem europäischen Beitrag zur ISS. Daneben bereitete er sich für einen Langzeitflug auf der Raumstation vor.
Nach mehreren russisch-amerikanischen Verhandlungen waren im März 2005 alle Hürden für einen mehrmonatigen Flug Reiters zur ISS aus dem Weg geräumt. Diese Gespräche waren notwendig, weil der Deutsche mit einer US-Raumfähre starten sollte. Als die NASA zustimmte, konnte Reiters Flug nur ungefähr eingegrenzt werden: Er sollte ab Juli 2005 drittes Mitglied der elften ISS-Stammbesatzung sein.
STS-121, Reiters „Zubringer“ zur Internationalen Raumstation, sollte zwei Monate nachdem die Shuttle-Flotte mit STS-114 nach einer über zweijährigen Zwangspause den Flugbetrieb wieder hätte aufnehmen sollen, starten. Diese Mission hatte sich durch das bei der Mission STS-114 aufgetretene Problem mit dem abfallenden Schaumstoff vom Außentank um ein Jahr verzögert. Am 4. Juli 2006 startete Reiter nach mehreren Verschiebungen und zwei Countdown-Abbrüchen mit STS-121 zur ISS. Zwei Tage später erreichte er die ISS und gehörte seitdem zur ISS-Expedition 13. Zusammen mit seinem amerikanischen Kollegen Jeffrey Williams verließ er vier Wochen nach seiner Ankunft für sechs Stunden die ISS und führte notwendige Reparaturen und Wartungsarbeiten durch. Er lebte und arbeitete 166 Tage bis zum 19. Dezember 2006 an Bord der Raumstation und kehrte am 22. Dezember 2006 mit der Shuttle-Mission STS-116 zur Erde zurück. Mit diesem Flug ist er der europäische Raumfahrer mit der zweitlängsten Aufenthaltsdauer im All. Lediglich Alexander Gerst hat einige Tage mehr im Weltraum verbracht.

### Zusammenfassung
| Nr | Mission         | Funktion      | Flugdatum | Flugdauer    |
| -- | --------------- | ------------- | --------- | ------------ |
| 1  | Sojus TM-22     | Bordingenieur | 1995/1996 | 179d 01h 41m |
| 2  | STS-121/STS-116 | Bordingenieur | 2006      | 171d 03h 54m |

### Karriere als Manager
Thomas Reiter wurde von der Bundeswehr beurlaubt und dennoch am 20. März 2009 zum Brigadegeneral befördert, um vom 1. Oktober 2007 bis März 2011 im Vorstand des Deutschen Zentrums für Luft- und Raumfahrt (DLR) tätig sein zu können. Dort war er zuständig für die Bereiche Raumfahrtforschung und -entwicklung. Im Juni 2021 trat er als Brigadegeneral in den Ruhestand.
Von April 2011 bis Dezember 2015 war er Leiter des ESA-Direktorats für Bemannte Raumfahrt und Missionsbetrieb mit Sitz im Europäischen Satellitenkontrollzentrum der ESA (ESOC) in Darmstadt. Er war für Europas Beitrag zur Internationalen Raumstation ISS, die ESA-Aktivitäten im Bereich der bemannten Raumfahrt, den Betrieb bemannter und unbemannter Raumfahrzeuge und des Bodensegments verantwortlich. Mit Dienstsitz Darmstadt ist Thomas Reiter heute ESA-Koordinator für internationale Agenturen und Berater des damaligen ESA-Generaldirektors Jan Wörner.

## Auszeichnungen
Thomas Reiter erhielt am 17. Dezember 2009 die Ehrendoktorwürde der Universität der Bundeswehr München. 1996 wurde er mit dem Verdienstkreuz Erster Klasse der Bundesrepublik Deutschland ausgezeichnet, 2007 mit der Niedersächsischen Landesmedaille und dem Großen Bundesverdienstkreuz. 2008 erhielt er die Bayerische Europa-Medaille und der Asteroid (10973) Thomasreiter wurde nach ihm benannt. 2010 wurde er mit der Lucius D. Clay Medaille geehrt. Am 28. Juni 2010 wurde ihm von Fakultät für Luft- und Raumfahrttechnik der Universität der Bundeswehr München der Ehrendoktortitel verliehen. Für 2016 wurde ihm der Aachener Ingenieurpreis zugesprochen.
Reiter ist Ehrenbürger der Stadt Neu-Isenburg. 1997 wurde er zum Kavalier der Lüfte ausgezeichnet. 2018 wurde eine Straße in einem Neu-Isenburger Neubaugebiet nach ihm benannt.

## Sonstiges
Reiter war Kommentator der kanadischen Fernsehreihe Aerospace – Das Luft- und Raumfahrtmagazin, die auf verschiedenen Sendern zu empfangen war. Das Magazin, das zwischen Ende der 1990er Jahre und Anfang dieses Jahrhunderts produziert wurde, lief im Rahmen der BR-Sendung Spacenight und wird vom Discovery Channel ausgestrahlt. Weiterhin moderierte Reiter die Dokumentationsreihe Expedition Erde in fünf Folgen, einer Koproduktion der BBC und des ZDF aus dem Jahr 2008, ausgestrahlt in der Reihe Terra X.
Thomas Reiter ist verheiratet und lebt mit seiner Frau in Rastede-Wahnbek (Landkreis Ammerland) nahe Oldenburg. Das Paar hat zwei Söhne. Reiter war auch im Besitz einer Amateurfunklizenz. Sein eigenes Rufzeichen lautete DF4TR. Während seines Mir-Aufenthalts verwendete er das Rufzeichen R0MIR und auf der ISS das Stationsrufzeichen NA1SS.
Des Weiteren hatte Reiter die Heinrich-Hertz-Gastprofessur 2008 des Karlsruher Institut für Technologie (ehemals Universität Karlsruhe) inne, in deren Rahmen er in einigen Vorträgen von seinen Erfahrungen im All berichtete und auch ein Seminar zu dem Thema leitete.